# مارتن فاوست (ممثل)
مارتن فاوست (بالإنجليزية: Martin Faust)‏ مواليد 16 يناير 1886 في بكبسي، نيويورك، الولايات المتحدة - الوفاة 19 يوليو 1943 في لوس أنجلوس، هو ممثل أمريكي بدأ مسيرته الفنية سنة 1910. شارك في قرابة 107 أفلام. امتدت مسيرته الفنية لأكثر من 34 عاما.

## الأعمال
- ذا سايلنت كوماند
- سرعة عالية

## روابط خارجية
- مارتن فاوست على موقع IMDb (الإنجليزية)
- مارتن فاوست على موقع قاعدة بيانات الفيلم (الإنجليزية)